# عبد القادر المسيري
عبد القادر المسيري (1895 - 1958)  ممثل مصري.

## حياته ونشأته
من مواليد القاهرة في 1895. عمل المسيري في مسرح جورج أبيض، وأيضاً مع فرقة فاطمة رشدي. أما في السينما فقد انحصر عمله في أداء الأدوار الثانوية منذ أولى مشاركاته التي كانت في فيلم «زينب»، وهو فيلم صامت بطولة بهيجة حافظ، وعرض الفيلم في سينما مترو في التاسع من أبريل عام 1930. كان المسيري صديقاً وزميلاً للمخرج السيد بدير، ونصحه بالانضمام إلى «جمعية أنصار الممثل»، التي كانت تضمّ آنذاك عدداً من هواة التمثيل المسرحي منهم عبدالوارث عسر وسليمان نجيب وإحسان عبد القدوس.

## مشاركات سينمائية
1930: «زينب» فيلم صامت للمخرج محمد كريم، قصة محمد حسين هيكل.
1934: «الاتهام» للمخرج الإيطالي ماريو فولبي، تأليف صالح سعودي.
1935: «دموع الحب» للمخرج محمد كريم، قصة الكاتب الفرنسي جان بابتيست ألفونس كار (ثاني أفلام محمد عبد الوهاب). قام المسيري بدور ناظر المدرسة.
1939: «الدكتور» للمخرج نيازي مصطفى، قصة عبد الوارث عسر، قام المسيري بدور نظمي باشا.
1942: «ليلى» إخراج وتأليف توجو مزراحي.
1942: «أولاد الفقراء» إخراج وتأليف يوسف وهبي. قام المسيري بدور الدكتور مرعي.
1945: «سلامة» للمخرج توجو مزراحي، عن قصة علي أحمد باكثير، سيناريو وحوار وأغاني بيرم التونسي، وهو ثاني أفلام أم كلثوم، والبطولة ليحيى شاهين.
1945: «سفير جهنم» إخراج وتأليف يوسف وهبي.
1945: «الجيل الجديد» للمخرج أحمد بدرخان، قصة يوسف جوهر. قام المسيري بدور مدير بوزارة التجارة والصناعة.
1945: «أحلام الحب» إخراج وتأليف فؤاد الجزايرلي، قصة وسيناريو وحوار عبد الرحمن الخميسي.
1946: «عواصف» للمخرج عبد الفتاح حسن، قصة وسيناريو وحوار بديع خيري.
1947: «فاطمة» إخراج أحمد بدرخان، تأليف مصطفى أمين، حوار بديع خيري.
1947: «الأب» للمخرج عمر جميعي، قصة وسيناريو وحوار أمين يوسف غراب.
1948: «حب لا يموت» للمخرج محمد كريم، تأليف إبراهيم المصري.
1948: «الواجب» إخراج بركات، قصة وسيناريو وحوار بديع خيري وبركات.
1948: «المغامر» للمخرج حسن رضا، قصة وسيناريو وحوار علي الزرقاني، ومحمود المليجي.
1950: «إلهام» إخراج بهاء الدين شرف، قصة وسيناريو وحوار محمد مندور  وبهاء الدين شرف. قام المسيري بدور رأفت بك.
1950: «المظلومة» إخراج وتأليف محمد عبد الجواد، حوار عبد العزيز أحمد. قام المسيري بدور ثروت بك.
1951: «قطر الندى» إخراج وتأليف أنور وجدي، حوار أبو السعود الإبياري. قام المسيري بدور الطبيب.
1951: «جزيرة الأحلام» إخراج عبد العليم خطاب، قصة وسيناريو وحوار حسنين سرور.
1952: «مصطفى كامل» إخراج أحمد بدرخان عن قصة فتحي رضوان، سيناريو وحوار يوسف جوهر.
1953: «بين قلبين» إخراج وسيناريو محمد عبد الجواد، قصة وسيناريو وحوار زهير بكير. قام المسيري بدور عبد الكريم نصر.
1954: «حياة أو موت» إخراج وقصة وسيناريو كمال الشيخ، سيناريو وحوار علي الزرقاني. قام المسيري بدور المدير.
1954: «أمريكاني من طنطا» للمخرج أحمد كامل مرسي، تأليف محمد علي ناصف. قام المسيري بدور وكيل الدائرة.
1955: «أيام وليالي» للمخرج بركات، قصة وسيناريو وحوار يوسف جوهر وبركات. قام المسيري بدور أستاذ الجامعة.
1956: «ودعت حبك» للمخرج يوسف شاهين، قصة وسيناريو وحوار السيد بدير. قام المسيري بدور قائد المعسكر.
1956: «حب وإعدام» للمخرج كمال الشيخ، قصة وسيناريو وحوار محمد كامل حسن المحامي. قام المسيري بدور القاضي.
1957: «سجين أبو زعبل» للمخرج نيازي مصطفى، تأليف محمود المليجي، سيناريو وحوار السيد بدير.
1957: «تجار الموت» للمخرج كمال الشيخ، تأليف علي الزرقاني. قام المسيري بدور مدير شركة التأمين.
1960: «أقوى من الحياة» إخراج وقصة وسيناريو وحوار محمد كامل حسن المحامي. قام المسيري بدور قاضي الجنايات.
1961: «نصف عذراء» إخراج السيد بدير، قصة وسيناريو وحوار محمد مصطفى سامي، ونهاد محرم.